# Dévésiculeur

Exemple d'installation d'un dévésiculeur dans un appareil à séparation de phases :
1 - entrée de gaz
2 - sortie de gaz
3 - sortie de liquide
4 - diffuseur
5 - dévésiculeur à matelas
6 - niveau de liquide de la vanne de régulation

Un dévésiculeur est un équipement d'épuration des gaz et des fumées, dont l'objectif est d'éliminer des gouttelettes de liquide en suspension dans un flux gazeux, les vésicules. 
Le terme dévésiculage désigne toute opération visant à éliminer un liquide présent sous forme de gouttelettes dans un flux gazeux. Le dévésiculage ne doit pas être confondu avec le dépoussièrage dans lequel la phase gazeuse est débarrassée de particules solides, bien que certains appareils permettent de réaliser les deux opérations.
Les dévésiculeurs peuvent être de différents types (aubes/mailles/lames) mais ont tous pour objectif d’agréger les gouttelettes afin de les séparer du flux gazeux.

## Types de dévésiculeurs

### Matelas dévésiculeur

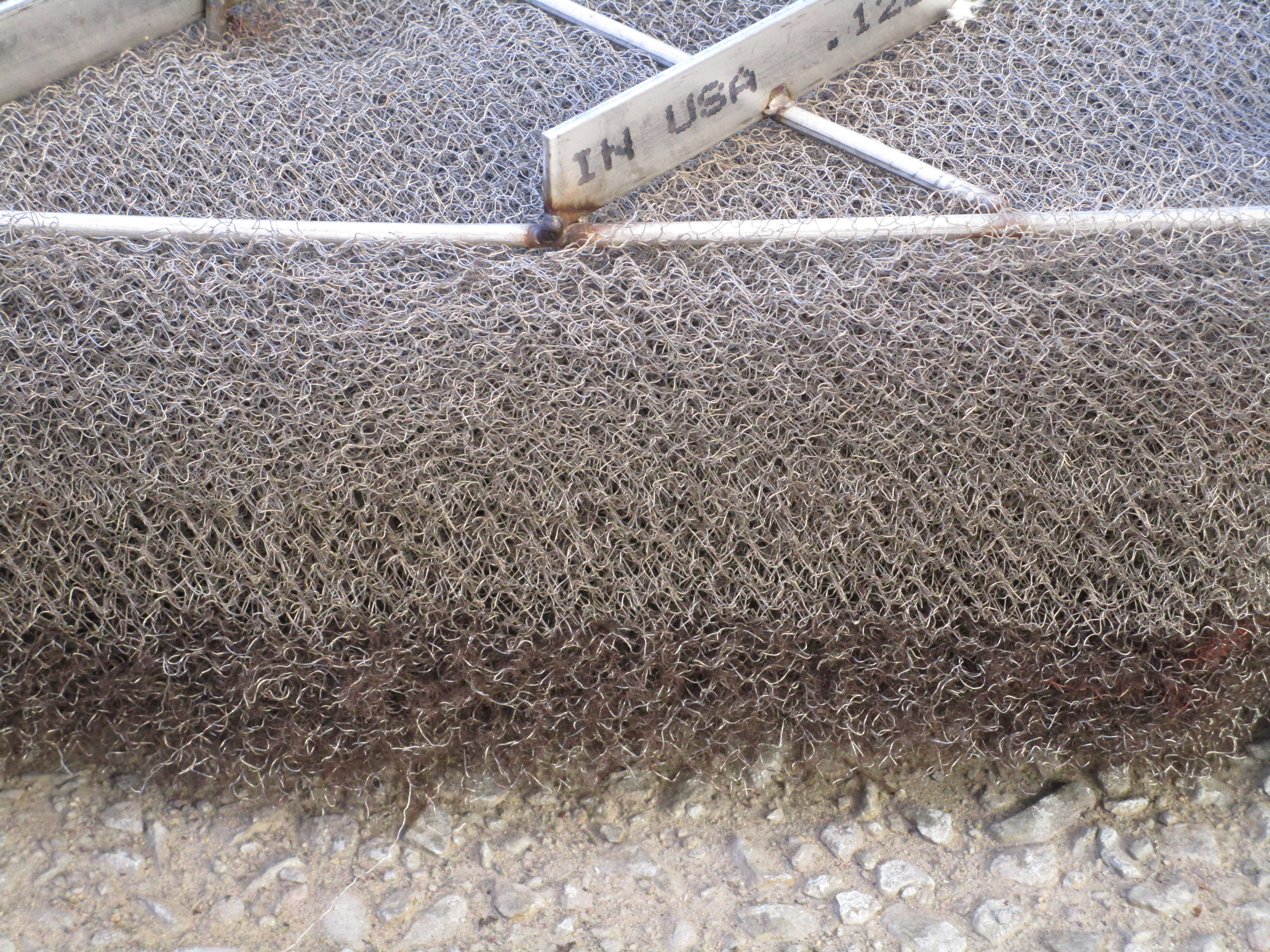
Matelas dévésiculeur utilisé dans la production d'acide sulfurique.

Un matelas dévésiculeur est une grille de fils de plastique ou de métal tricotés. Les gaz passent à travers les mailles du tissage, tandis que les gouttes s’agglomèrent sur les fils et s’en détachent dès que la pesanteur compense les forces capillaires. Le dévésiculeur à mailles plus connu sous le nom de dévésiculeur à matelas est constitué d'un treillis composé de fils métalliques tricotés de 0,1 à 0,15 m d’épaisseur.

### Cyclone

Cyclone separation-fr

Les cyclones fonctionnent à l'aide de la force centrifuge : en donnant au gaz un mouvement de rotation, les particules liquides sont envoyées vers la paroi, où elles sont collectées. Les cyclones, qui sont également utilisés en dépoussiérage, fonctionnent particulièrement bien avec les particules liquides, car celles-ci rebondissent moins sur les parois que ne le font les particules solides.

### Électrofiltre humide
Le principe de l'utilisation d'un électrofiltre comme dévésiculeur est d'appliquer aux gouttelettes une charge électrique, permettant ensuite d'envoyer ces gouttelettes chargées vers une paroi où elle coalescent et sont évacuées. Dans le cas des liquides, il existe une charge maximale à laquelle une gouttelette peut-être chargée, et au delà de laquelle elle va exploser. 
On définit la charge maximale {\displaystyle Qmax}, aussi appelée charge de Rayleigh, selon :
{\displaystyle Qmax=d^{1,5}{\sqrt {2\pi \sigma }}}
avec {\displaystyle d} le diamètre de la goutte et {\displaystyle \sigma } la tension superficielle.
Les électrofiltres pour particules liquides doivent être des électrofiltres dit humides, dont la paroi collectrice est rincée en permanence par un liquide. Ces parois collectrices peuvent être en alliage inoxydable, en plomb ou même en plastique conducteur. Ces électrofiltres sont généralement assez chers.

## Caractérisation d'un problème de dévésiculage
Pour garantir l'efficacité d'un système de dévésiculage, le problème doit être caractérisée, notamment la taille, la concentration et la nature des vésicules. La mesure de ces paramètres est rendu difficile par l'éventuelle évaporation et coalescence des particules lors de la mesure. Pour mesure la concentration, on peut installer un dévésiculeur performant sur la ligne et mesurer la quantité de liquide recueillie. Pour caractériser la taille des vésicules, les seules méthodes sont des méthodes optiques comme la diffusion laser, qui peuvent être lourdes à mettre en œuvre. 

## Utilisations des dévésiculeurs
Les dévésiculeurs ont de nombreuses applications et sont utilisés pour obtenir des flux gazeux de grande pureté ou réduire les émissions. Les vésicules liquides peuvent être présentes dans le gaz traité soit directement, soit de manière secondaire après qu'un solvant liquide ait été introduit pour traiter un polluant présent dans le gaz.
Les laveurs de gaz sont des installations dans lesquelles un gaz est introduit à contre courant d'une solution sous forme de fines gouttelettes, cela permettant d'éliminer les substances voulues par transfert gaz-liquide. Ces installations nécessitent en sortie la présence d'un dévésiculeur qui permet d’arrêter les gouttes de liquide entraînées par le gaz. En particulier, lorsque la solution de traitement est acide ou acidifiée par les gaz, le dévésiculeur permet d'empêcher que des gouttelettes s'échappent et abiment le reste de l'installation.
Les dévésiculeurs sont des systèmes présents dans les évaporateurs utilisés en traitement des effluents liquides.
Les dévésiculeurs peuvent être utilisés pour éviter l’entraînement de gouttelette de milieu de culture vers l’extérieur dans le cas de mise en culture d’OGM non pathogènes.
Dans les chaudières, l'utilisation d'un dévésiculeur peut permettre de limiter le primage, bien qu'elle ne se substitue pas à une bonne maitrise de la production de vapeur et à un choix de qualité de l'eau de la chaudière.